# Campylanthus spinosus
Campylanthus spinosus är en grobladsväxtart som beskrevs av Isaac Bayley Balfour. Campylanthus spinosus ingår i släktet Campylanthus och familjen grobladsväxter. Utöver nominatformen finns också underarten C. s. kuriensis.